# Seleção Checa de Futsal
A Seleção Checa de Futsal representa a República Checa em competições internacionais de futsal.

## Estatísticas

### Mundial de Futsal
| Ano   | Class            | J             | V             | E             | D             | GM            | GS            |
| ----- | ---------------- | ------------- | ------------- | ------------- | ------------- | ------------- | ------------- |
| 1989  | Não se apurou    | Não se apurou | Não se apurou | Não se apurou | Não se apurou | Não se apurou | Não se apurou |
| 1992  | Não se apurou    | Não se apurou | Não se apurou | Não se apurou | Não se apurou | Não se apurou | Não se apurou |
| 1996  | Não se apurou    | Não se apurou | Não se apurou | Não se apurou | Não se apurou | Não se apurou | Não se apurou |
| 2000  | Não se apurou    | Não se apurou | Não se apurou | Não se apurou | Não se apurou | Não se apurou | Não se apurou |
| 2004  | 2ª fase          | 6             | 2             | 0             | 4             | 12            | 18            |
| 2008  | 1ª fase          | 4             | 2             | 0             | 2             | 10            | 10            |
| 2012  | Oitavos de final | 4             | 1             | 1             | 2             | 7             | 14            |
| 2016  | Não se apurou    | Não se apurou | Não se apurou | Não se apurou | Não se apurou | Não se apurou | Não se apurou |
| Total | 3/8              | 14            | 5             | 1             | 8             | 29            | 42            |

### Europeu de Futsal
| Ano   | Class         | J             | V             | E             | D             | GM            | GS            |
| ----- | ------------- | ------------- | ------------- | ------------- | ------------- | ------------- | ------------- |
| 1996  | Não se apurou | Não se apurou | Não se apurou | Não se apurou | Não se apurou | Não se apurou | Não se apurou |
| 1999  | Não se apurou | Não se apurou | Não se apurou | Não se apurou | Não se apurou | Não se apurou | Não se apurou |
| 2001  | 6º lugar      | 3             | 0             | 1             | 2             | 9             | 13            |
| 2003  | 3º lugar      | 4             | 2             | 0             | 2             | 12            | 14            |
| 2005  | 5º lugar      | 3             | 1             | 0             | 2             | 6             | 9             |
| 2007  | 8º lugar      | 3             | 0             | 0             | 3             | 7             | 17            |
| 2010  | 3rd place     | 5             | 2             | 1             | 2             | 16            | 25            |
| 2012  | 9º lugar      | 2             | 0             | 0             | 2             | 5             | 8             |
| 2014  | 11º lugar     | 2             | 0             | 1             | 1             | 4             | 11            |
| 2016  | 11º lugar     | 2             | 0             | 0             | 2             | 3             | 11            |
| 2018  | Não se apurou | Não se apurou | Não se apurou | Não se apurou | Não se apurou | Não se apurou | Não se apurou |
| Total | 8/11          | 24            | 5             | 3             | 16            | 62            | 108           |